# Franciszek Dietrich
Franciszek Dietrich (ur. 21 kwietnia 1775 w Reszlu, zm. 1 października 1848 w Grudziądzu) – ksiądz, nauczyciel, tłumacz i autor podręczników. 
Uczęszczał do szkół w Reszlu i Starych Szkotach. Święcenia kapłańskie otrzymał w 1800. Od 1808 pracował w Grudziądzu, najpierw przez 3 lata jako administrator parafii, następnie jako proboszcz. Organizował w Grudziądzu seminarium nauczycielskie, a od jego otwarcia w 1816 był jego dyrektorem.
Jeden z jego podręczników, "Mały uczeń czytania i myślenia, polsko-niemiecki dla szkół narodowych" (pierwsze wydanie w Grudziądzu w 1832) do 1868 był wydawany 15 razy.